# Herbert Sutcliffe
Pour les articles homonymes, voir Sutcliffe.
Herbert Sutcliffe, né le 24 novembre 1894 à Summerbridge et mort le 22 janvier 1978 à la Cross Hills, est un joueur anglais de cricket qui a représenté le Yorkshire et l'Angleterre en tant que batteur.
En fin de carrière, sa moyenne à la batte était excellente.